# Grande Prêmio da Cidade do México de 2021
O Grande Prêmio da Cidade do México de 2021 (formalmente denominado Formula 1 Gran Premio de la Ciudad de México 2021) foi a décima oitava etapa da temporada de 2021 da Fórmula 1. Foi disputado em 7 de novembro de 2021 no Autódromo Hermanos Rodríguez, na Cidade do México, México.
Sergio Pérez se tornou o primeiro mexicano a subir ao pódio e liderar uma corrida em casa na Fórmula 1.

## Resumo
- Últimos pontos de Kimi Räikkönen.

## Relatório

### Limites da Pista
Os limites de pista serão monitorados no complexo das curvas 1, 2 e 3; na área de escape da curva 4; na tangência e na saída da curva 11:
Curvas 1, 2 e 3
Um dos trechos mais complicados da pista, logo após a enorme reta dos boxes do Autódromo Hermanos Rodríguez. Por isso, os pilotos que escaparem só poderão voltar ao traçado ideal depois do cone colocado no fim da curva 3, do lado esquerdo.
Curva 4
A curva que sucede a sequência de três que forma a primeira chicane do Autódromo Hermanos Rodríguez. Se o piloto escapar, ele precisa pegar o caminho no lado esquerdo da área de escape e só retornar à pista antes da curva 6.
Curva 11
A última da sequência de curvas que antecede a reta oposta. Se o piloto errar a tangência dela, só poderá voltar à pista após fazer um zigue-zague nos blocos colocados na parte interna da curva. Se errar a saída, não poderá passar com as quatro rodas da linha branca.

## Pneus
| Nome do composto | Cor | Banda de rolamento | Condições de Tempo | Dry Type                           | Aderência       | Longevidade   |
| ---------------- | --- | ------------------ | ------------------ | ---------------------------------- | --------------- | ------------- |
| Macio (C4)       |     | Slick (P Zero)     | Seco               | Soft                               | Mais aderência  | Menos durável |
| Médio (C3)       |     | Slick (P Zero)     | Seco               | Medium                             | Médio           | Médio         |
| Duro (C2)        |     | Slick (P Zero)     | Seco               | Hard                               | Menos aderência | Mais durável  |
| Intermediário    |     | Sulcos (Cinturato) | Molhado            | Intermediate (água não estagnante) | —               | —             |
| Chuva            |     | Sulcos (Cinturato) | Molhado            | Wet (água estagnante)              | —               | —             |

| Escolhas de Pneus de cada piloto para o GP da Cidade do México: | Escolhas de Pneus de cada piloto para o GP da Cidade do México: | Escolhas de Pneus de cada piloto para o GP da Cidade do México: | Escolhas de Pneus de cada piloto para o GP da Cidade do México: | Escolhas de Pneus de cada piloto para o GP da Cidade do México: | Escolhas de Pneus de cada piloto para o GP da Cidade do México: |
| --------------------------------------------------------------- | --------------------------------------------------------------- | --------------------------------------------------------------- | --------------------------------------------------------------- | --------------------------------------------------------------- | --------------------------------------------------------------- |
| Nº                                                              | Pilotos                                                         | Equipe(s)                                                       | Duro                                                            | Médio                                                           | Macio                                                           |
| 44                                                              | Lewis Hamilton                                                  | Mercedes                                                        |                                                                 |                                                                 |                                                                 |
| 77                                                              | Valtteri Bottas                                                 | Mercedes                                                        |                                                                 |                                                                 |                                                                 |
| 11                                                              | Sergio Pérez                                                    | Red Bull Racing-Honda                                           |                                                                 |                                                                 |                                                                 |
| 33                                                              | Max Verstappen                                                  | Red Bull Racing-Honda                                           |                                                                 |                                                                 |                                                                 |
| 3                                                               | Daniel Ricciardo                                                | McLaren-Mercedes                                                |                                                                 |                                                                 |                                                                 |
| 4                                                               | Lando Norris                                                    | McLaren-Mercedes                                                |                                                                 |                                                                 |                                                                 |
| 5                                                               | Sebastian Vettel                                                | Aston Martin-Mercedes                                           |                                                                 |                                                                 |                                                                 |
| 18                                                              | Lance Stroll                                                    | Aston Martin-Mercedes                                           |                                                                 |                                                                 |                                                                 |
| 14                                                              | Fernando Alonso                                                 | Alpine-Renault                                                  |                                                                 |                                                                 |                                                                 |
| 31                                                              | Esteban Ocon                                                    | Alpine-Renault                                                  |                                                                 |                                                                 |                                                                 |
| 16                                                              | Charles Leclerc                                                 | Ferrari                                                         |                                                                 |                                                                 |                                                                 |
| 55                                                              | Carlos Sainz Jr.                                                | Ferrari                                                         |                                                                 |                                                                 |                                                                 |
| 10                                                              | Pierre Gasly                                                    | AlphaTauri-Honda                                                |                                                                 |                                                                 |                                                                 |
| 22                                                              | Yuki Tsunoda                                                    | AlphaTauri-Honda                                                |                                                                 |                                                                 |                                                                 |
| 7                                                               | Kimi Raikkonen                                                  | Alfa Romeo-Ferrari                                              |                                                                 |                                                                 |                                                                 |
| 99                                                              | Antonio Giovinazzi                                              | Alfa Romeo-Ferrari                                              |                                                                 |                                                                 |                                                                 |
| 9                                                               | Nikita Mazepin                                                  | Haas-Ferrari                                                    |                                                                 |                                                                 |                                                                 |
| 47                                                              | Mick Schumacher                                                 | Haas-Ferrari                                                    |                                                                 |                                                                 |                                                                 |
| 6                                                               | Nicholas Latifi                                                 | Williams-Mercedes                                               |                                                                 |                                                                 |                                                                 |
| 63                                                              | George Russell                                                  | Williams-Mercedes                                               |                                                                 |                                                                 |                                                                 |

## Resultados

### Treino classificatório
| 1                        | 77 | Valtteri Bottas    | Mercedes              | 1:16.727 | 1:16.864 | 1:15.875 | 1  |
| 2                        | 44 | Lewis Hamilton     | Mercedes              | 1:17.207 | 1:16.474 | 1:16.020 | 2  |
| 3                        | 33 | Max Verstappen     | Red Bull Racing-Honda | 1:16.788 | 1:16.483 | 1:16.225 | 3  |
| 4                        | 11 | Sergio Pérez       | Red Bull Racing-Honda | 1:17.003 | 1:17.055 | 1:16.342 | 4  |
| 5                        | 10 | Pierre Gasly       | AlphaTauri-Honda      | 1:16.908 | 1:16.955 | 1:16.456 | 5  |
| 6                        | 55 | Carlos Sainz Jr.   | Ferrari               | 1:17.517 | 1:17.248 | 1:16.761 | 6  |
| 7                        | 3  | Daniel Ricciardo   | McLaren-Mercedes      | 1:17.719 | 1:17.092 | 1:16.763 | 7  |
| 8                        | 16 | Charles Leclerc    | Ferrari               | 1:16.748 | 1:17.034 | 1:16.837 | 8  |
| 9                        | 22 | Yuki Tsunoda       | AlphaTauri-Honda      | 1:17.330 | 1:16.701 | 1:17.158 | 17 |
| 10                       | 4  | Lando Norris       | McLaren-Mercedes      | 1:17.569 | 1:17.473 | 1:36.830 | 18 |
| 11                       | 5  | Sebastian Vettel   | Aston Martin-Mercedes | 1:17.502 | 1:17.746 | —        | 9  |
| 12                       | 7  | Kimi Räikkönen     | Alfa Romeo-Ferrari    | 1:17.606 | 1:17.958 | —        | 10 |
| 13                       | 63 | George Russell     | Williams-Mercedes     | 1:17.958 | 1:18.172 | —        | 16 |
| 14                       | 99 | Antonio Giovinazzi | Alfa Romeo-Ferrari    | 1:17.897 | 1:18.290 | —        | 11 |
| 15                       | 31 | Esteban Ocon       | Alpine-Renault        | 1:18.126 | 1:18.405 | —        | 19 |
| 16                       | 14 | Fernando Alonso    | Alpine-Renault        | 1:18.452 | —        | —        | 12 |
| 17                       | 6  | Nicholas Latifi    | Williams-Mercedes     | 1:18.756 | —        | —        | 13 |
| 18                       | 47 | Mick Schumacher    | Haas-Ferrari          | 1:18.858 | —        | —        | 14 |
| 19                       | 9  | Nikita Mazepin     | Haas-Ferrari          | 1:19.303 | —        | —        | 15 |
| 20                       | 18 | Lance Stroll       | Aston Martin-Mercedes | 1:20.873 | —        | —        | 20 |
| Tempo dos 107%: 1:22.097 |    |                    |                       |          |          |          |    |
| Fonte:                   |    |                    |                       |          |          |          |    |

Notas

### Corrida
| Pos.                                                                   | Nu. | Piloto             | Construtor            | Voltas | Tempo/Retirado | Pit Stop | Pneus                                                                           | Grid | Pontos |
| ---------------------------------------------------------------------- | --- | ------------------ | --------------------- | ------ | -------------- | -------- | ------------------------------------------------------------------------------- | ---- | ------ |
| 1                                                                      | 33  | Max Verstappen     | Red Bull Racing-Honda | 71     | 1:38:39.086    | 1        | Médio C3 Usado · Duro C2 Novo                                                   | 3    | 25     |
| 2                                                                      | 44  | Lewis Hamilton     | Mercedes              | 71     | +16.555        | 1        | Médio C3 Usado · Duro C2 Novo                                                   | 2    | 18     |
| 3                                                                      | 11  | Sergio Pérez       | Red Bull Racing-Honda | 71     | +17.752        | 1        | Médio C3 Usado · Duro C2 Novo                                                   | 4    | 15     |
| 4                                                                      | 10  | Pierre Gasly       | AlphaTauri-Honda      | 71     | +1:03.845      | 1        | Médio C3 Usado · Duro C2 Novo                                                   | 5    | 12     |
| 5                                                                      | 16  | Charles Leclerc    | Ferrari               | 70     | +1 volta       | 1        | Médio C3 Usado · Duro C2 Novo                                                   | 8    | 10     |
| 6                                                                      | 55  | Carlos Sainz Jr.   | Ferrari               | 70     | +1 volta       | 1        | Médio C3 Usado · Duro C2 Novo                                                   | 6    | 8      |
| 7                                                                      | 5   | Sebastian Vettel   | Aston Martin-Mercedes | 70     | +1 volta       | 1        | Médio C3 Usado · Duro C2 Novo                                                   | 9    | 6      |
| 8                                                                      | 7   | Kimi Räikkönen     | Alfa Romeo-Ferrari    | 70     | +1 volta       | 1        | Médio C3 Usado · Duro C2 Novo                                                   | 10   | 4      |
| 9                                                                      | 14  | Fernando Alonso    | Alpine-Renault        | 70     | +1 volta       | 1        | Médio C3 Novo · Duro C2 Novo                                                    | 12   | 2      |
| 10                                                                     | 4   | Lando Norris       | McLaren-Mercedes      | 70     | +1 volta       | 1        | Médio C3 Usado · Duro C2 Novo                                                   | 18   | 1      |
| 11                                                                     | 99  | Antonio Giovinazzi | Alfa Romeo-Ferrari    | 70     | +1 volta       | 1        | Médio C3 Usado · Duro C2 Novo                                                   | 11   |        |
| 12                                                                     | 3   | Daniel Ricciardo   | McLaren-Mercedes      | 70     | +1 volta       | 2        | Médio C3 Usado · Duro C2 Novo · Médio C3 Usado                                  | 7    |        |
| 13                                                                     | 31  | Esteban Ocon       | Alpine-Renault        | 70     | +1 volta       | 1        | Macio C4 Novo · Duro C2 Novo                                                    | 19   |        |
| 14                                                                     | 18  | Lance Stroll       | Aston Martin-Mercedes | 69     | +2 voltas      | 2        | Médio C3 Usado · Duro C2 Novo · Médio C3 Usado                                  | 20   |        |
| 15                                                                     | 77  | Valtteri Bottas    | Mercedes              | 69     | +2 voltas      | 4        | Médio C3 Usado · Duro C2 Novo · Médio C3 Novo · Macio C4 Usado · Macio C4 Usado | 1    |        |
| 16                                                                     | 63  | George Russell     | Williams-Mercedes     | 69     | +2 voltas      | 1        | Médio C3 Novo · Duro C2 Novo                                                    | 16   |        |
| 17                                                                     | 6   | Nicholas Latifi    | Williams-Mercedes     | 69     | +2 voltas      | 2        | Médio C3 Novo · Duro C2 Novo · Médio C3 Usado                                   | 13   |        |
| 18                                                                     | 9   | Nikita Mazepin     | Haas-Ferrari          | 68     | +3 voltas      | 2        | Médio C3 Novo · Duro C2 Novo · Médio C3 Usado                                   | 15   |        |
| Ret                                                                    | 47  | Mick Schumacher    | Haas-Ferrari          | 0      | Colisão        | 0        | Médio C3 Novo                                                                   | 14   |        |
| Ret                                                                    | 22  | Yuki Tsunoda       | AlphaTauri-Honda      | 0      | Colisão        | 0        | Macio C4 Usado                                                                  | 17   |        |
| Volta mais rápida: Valtteri Bottas (Mercedes) – 1:17:774 (na volta 69) |     |                    |                       |        |                |          |                                                                                 |      |        |
| Fonte:                                                                 |     |                    |                       |        |                |          |                                                                                 |      |        |

## Voltas na liderança
| Nº de Voltas | Piloto         | Voltas      |
| ------------ | -------------- | ----------- |
| 64           | Max Verstappen | 1–33; 41–71 |
| 7            | Sergio Pérez   | 34–40       |

## 2021DHLFastest Pit Stop Award

### Resultado
| 1      | 63 | George Russell     | Williams-Mercedes     | 2.17 | 25 |
| 2      | 33 | Max Verstappen     | Red Bull Racing-Honda | 2.27 | 18 |
| 3      | 55 | Carlos Sainz Jr.   | Ferrari               | 2.33 | 15 |
| 4      | 16 | Charles Leclerc    | Ferrari               | 2.38 | 12 |
| 5      | 11 | Sergio Pérez       | Red Bull Racing-Honda | 2.38 | 10 |
| 6      | 44 | Lewis Hamilton     | Mercedes              | 2.48 | 8  |
| 7      | 77 | Valtteri Bottas    | Mercedes              | 2.50 | 6  |
| 8      | 7  | Kimi Raikkonen     | Alfa Romeo-Ferrari    | 2.59 | 4  |
| 9      | 5  | Sebastian Vettel   | Aston Martin-Mercedes | 2.65 | 2  |
| 10     | 99 | Antonio Giovinazzi | Alfa Romeo-Ferrari    | 2.74 | 1  |
| Fonte: |    |                    |                       |      |    |

### Classificação
| Tabela do DHL Fastest Pit Stop Award \| Pos \| Construtor \| Pontos \| \| --- \| --------------------- \| ------ \| \| 1 \| Red Bull Racing-Honda \| 437 \| \| 2 \| Mercedes \| 256 \| \| 3 \| Williams-Mercedes \| 187 \| \| 4 \| Aston Martin-Mercedes \| 182 \| \| 5 \| Ferrari \| 178 \| \| 6 \| Alfa Romeo-Ferrari \| 166 \| \| 7 \| Alpine-Renault \| 131 \| \| 8 \| McLaren-Mercedes \| 97 \| \| 9 \| AlphaTauri-Honda \| 84 \| \| 10 \| Haas-Ferrari \| 1 \| |                       |        |
| Pos | Construtor            | Pontos |
| 1 | Red Bull Racing-Honda | 437    |
| 2 | Mercedes              | 256    |
| 3 | Williams-Mercedes     | 187    |
| 4 | Aston Martin-Mercedes | 182    |
| 5 | Ferrari               | 178    |
| 6 | Alfa Romeo-Ferrari    | 166    |
| 7 | Alpine-Renault        | 131    |
| 8 | McLaren-Mercedes      | 97     |
| 9 | AlphaTauri-Honda      | 84     |
| 10 | Haas-Ferrari          | 1      |

## Tabela do campeonato após a corrida
Somente as cinco primeiras posições estão incluídas nas tabelas.
| Pos | Piloto          | Pontos | Var |
| --- | --------------- | ------ | --- |
| 1   | Max Verstappen  | 312.5  | 0   |
| 2   | Lewis Hamilton  | 293.5  | 0   |
| 3   | Valtteri Bottas | 185    | 0   |
| 4   | Sergio Pérez    | 165    | 0   |
| 5   | Lando Norris    | 150    | 0   |

| Pos | Construtor            | Pontos | Var |
| --- | --------------------- | ------ | --- |
| 1   | Mercedes              | 478.5  | 0   |
| 2   | Red Bull Racing-Honda | 477.5  | 0   |
| 3   | Ferrari               | 268.5  | 1   |
| 4   | McLaren-Mercedes      | 255    | 1   |
| 5   | Alpine-Renault        | 106    | 0   |